# Brittney Lee Harvey
Brittney Lee Harvey (San Fernando Valley (Californië), 16 november 1990) is een Amerikaanse voormalig jeugdactrice, actrice en stemactrice

## Carrière
Harvey begon in 1996 met acteren in de film Earth Minus Zero, hierna heeft zij nog enkele rollen gespeeld in films en televisieseries zoals Beverly Hills, 90210 (2000), May (2002) en Chicken Little (2005). Na 2005 is zij alleen nog actief als stemactrice voor animatieseries en computerspellen. 

## Prijs
- 2000 - Young Artist Awards in de categorie Beste Optreden in een Film door een Actrice Jonger dan Tien met de film Mr. Murder – gewonnen.

## Filmografie

### Films
- 2005 Chicken Little – als diverse stemmen (animatiefilm)
- 2002 May – als Diedre
- 2001 How to Make a Monster – als kind
- 2000 Warm, Like Pearis – als Balone
- 2000 Father Can't Cope – als Chloe
- 1998 Mr. Murder – als Emily Stillwater
- 1998 Blackout Effect – als Christine Sterling
- 1997 Get to the Heart: The Barbara Mandrell Story – als Jamie
- 1996 Earth Minus Zero – als Cindy Heller

### Televisieseries
Uitgezonderd eenmalige gastrollen.
- 2012 Street Fighter X Tekken Vita - als Sakura Kasugano (Engelse stem) - 3 afl.
- 2005 Kamichu! - als stem - 3 afl.
- 2003-2004 R.O.D the TV - als stem - 7 afl.

### Computerspellen
- 2017  Fire Emblem Heroes - als Norne
- 2016 Street Fighter V - als Sakura Kasugano
- 2014 Ultra Street Fighter IV - als Sakura Kasugano
- 2012 Dead or Alive 5 - als Ayane
- 2012 Street Fighter X Tekken - als Sakura Kasugano
- 2010 Super Street Fighter IV - als Sakura Kasugano
- 2009 Street Fighter IV - The Ties That Bind - als Sakura Kasagano
- 2008 Street Fighter IV - als Sakura Kasagano